# Hwang Seok-ho
Hwang Seok-ho (koreanisch 황석호 Hwang Suk Ho;, * 27. Juni 1989 in Cheongju) ist ein südkoreanischer Fußballspieler. Er wird als Verteidiger eingesetzt.

## Karriere

### Verein
Von 2008 bis 2011 war er an der Daegu University aktiv. Danach verließ er Südkorea um nach Japan zu gehen. Dort war seine erste Vereinsstation bei Sanfrecce Hiroshima. Mit dieser Mannschaft holte er in seinen ersten zwei Saisons jeweils die Meisterschaft in der J1 League sowie bedingt durch den zweiten Meistertitel im Jahr 2014 auch noch den Japanischen Supercup. Nach dieser erfolgreichen Zeit ging es für ihn zu den Kashima Antlers. Dort gewann er dann in seinem ersten Jahr dort die J. League Cup sowie in seinem nächsten Jahr die Meisterschaft in der Liga als auch den Kaiserpokal. Im Januar 2017 ging es für ihn dann weiter nach China zum Tianjin Teda dort belegte er aber am Ende nur einen hinteren Platz in der Tabelle und wechselte daraufhin im Januar des nächsten Jahres zurück nach Japan. Dieses Mal zu Shimizu S-Pulse. In der Saison 2018 konnte er mit seiner Mannschaft den 8. Tabellenplatz einfahren. Die zweite Hälfte der Tabelle konnte er mit seinem Team auch in der zweiten Saison nicht verlassen. Nach 77 Spielen wechselte er im Januar 2021 zum Ligakonkurrenten Sagan Tosu nach Tosu.

### Nationalmannschaft
Mit der U-23 nahm er an den olympischen Spielen 2012 teil und konnte dort mit seiner Mannschaft den dritten Platz und damit die Bronzemedaille erreichen.
Seinen ersten Einsatz für die erste Mannschaft von Südkorea, hatte er am 14. November 2012 zuhause gegen die Auswahl von Australien; dieses Spiel ging 1:2 verloren. Weiter hatte er einen Einsatz in der Vorrunde der Ostasienmeisterschaft 2013 gegen China. Seinen bislang letzten Einsatz in der Nationalmannschaft erhielt am 18. Juni 2014 in der Vorrunde der Weltmeisterschaft 2014 gegen Russland; das Spiel endete 1:1. In vielen weiteren Spielen war er zwar im Kader, erhielt dann aber keinen Einsatz.

## Erfolge

### Klub
Sanfrecce Hiroshima
- J1 League: 2012, 2013
- Supercup: 2014

Kashima Antlers
- J1 League: 2016
- Kaiserpokal: 2016
- J.League Cup: 2015